# Yolanda Vázquez
Yolanda Vázquez Cordeiro, también conocida como Iolanda Vázquez (nacida en Vigo, Pontevedra), es una presentadora de televisión española.

## Biografía
Yolanda Vázquez es licenciada en Filosofía y Ciencias de la Educación por la Universidad de Santiago de Compostela. Sin embargo, inició su labor profesional en el mundo de la televisión a mediados de la década de 1980 en la Televisión de Galicia como redactora y presentadora. Desde entonces ha desarrollado una dilatada carrera sobre todo en la cadena autonómica gallega, aunque también se la ha podido ver en cadenas estatales como La 1, La 2, Antena 3, Telecinco o laSexta. 
Su último trabajo en televisión ha sido en el espacio sobre la primera infancia Su primer año del canal Decasa. En los últimos años también realizó diversos proyectos para la TVG como el divulgativo científico Conexións y varias galas especiales. En enero de 2010 copresentó con Xosé Ramón Gayoso el veterano programa Luar. Desde el año 2013 colabora en el programa A tarde de Radio Galega.
Es hija de Antonio Vázquez, componente del extinto grupo Los Tamara. Aunque no se considera cantante, se la ha podido ver cantando en varios programas de la TVG en compañía de su padre. Además, puso voz a uno de los temas de Música, el tercer disco del pianista Enrique Paisal.

### Trayectoria como presentadora de TV
- Imos ver (1986), en TVG.
- Gala de fin de ano (1986), en TVG.
- Gala do II Aniversario da TVG (1987), en TVG.
- Por la mañana (1989), en La 1.
- Coa miña xente (1991-1992), en TVG.
- Inocente, inocente (1992), en TVG.
- O que vai vir (1992-1993), en TVG.
- Imprevisible (1993), en TVG.
- Galicia enteira (1993-1996), en TVG.
- Con música propia (1996), en TVG.
- De todo corazón (1996-1997), en TVG.
- Galicia terra única (1997), en TVG.
- Cada día (1997-1998), en TVG.
- Gente (1998-2000), en La 1.
- Corazón de... (1999), en La 1.
- Empléate a fondo (2000), en La 2.
- Aquí hay trabajo (2000-2001), en La 2.
- Historias de hoy (2001), en Telecinco.
- Distancia (2001-2002), en TVG.
- Galicia directo (2002), en TVG.
- Tardes de verán (2002), en TVG.
- A revista fin de semana (2002), en TVG.
- Gala de fin de ano (2002), en TVG.
- El diario de verano (2003-2006), en Antena 3.
- Galas do Camiño (2004), en TVG.
- Gala de fin de ano (2004), en TVG.
- Sempre Pucho (2006), en TVG.
- Juicio de parejas (2006), en laSexta.
- Pequeño gran show (2006), en TVG.
- El diario de Patricia (2006-2007), en Antena 3.
- El diario del viernes (2007), en Antena 3.
- Luar (2010), en TVG.
- Conexións (2010), en TVG.
- Su primer año (2010-2013), en Decasa.
- Gala 70º aniversario da Orquestra Los Satélites (2011), en TVG.
- Verbenalia (2012), en TVG.

### Premios y reconocimientos
- TP de Oro como mejor presentadora y guionista (1991).